# Special Criminal Court (Irland)

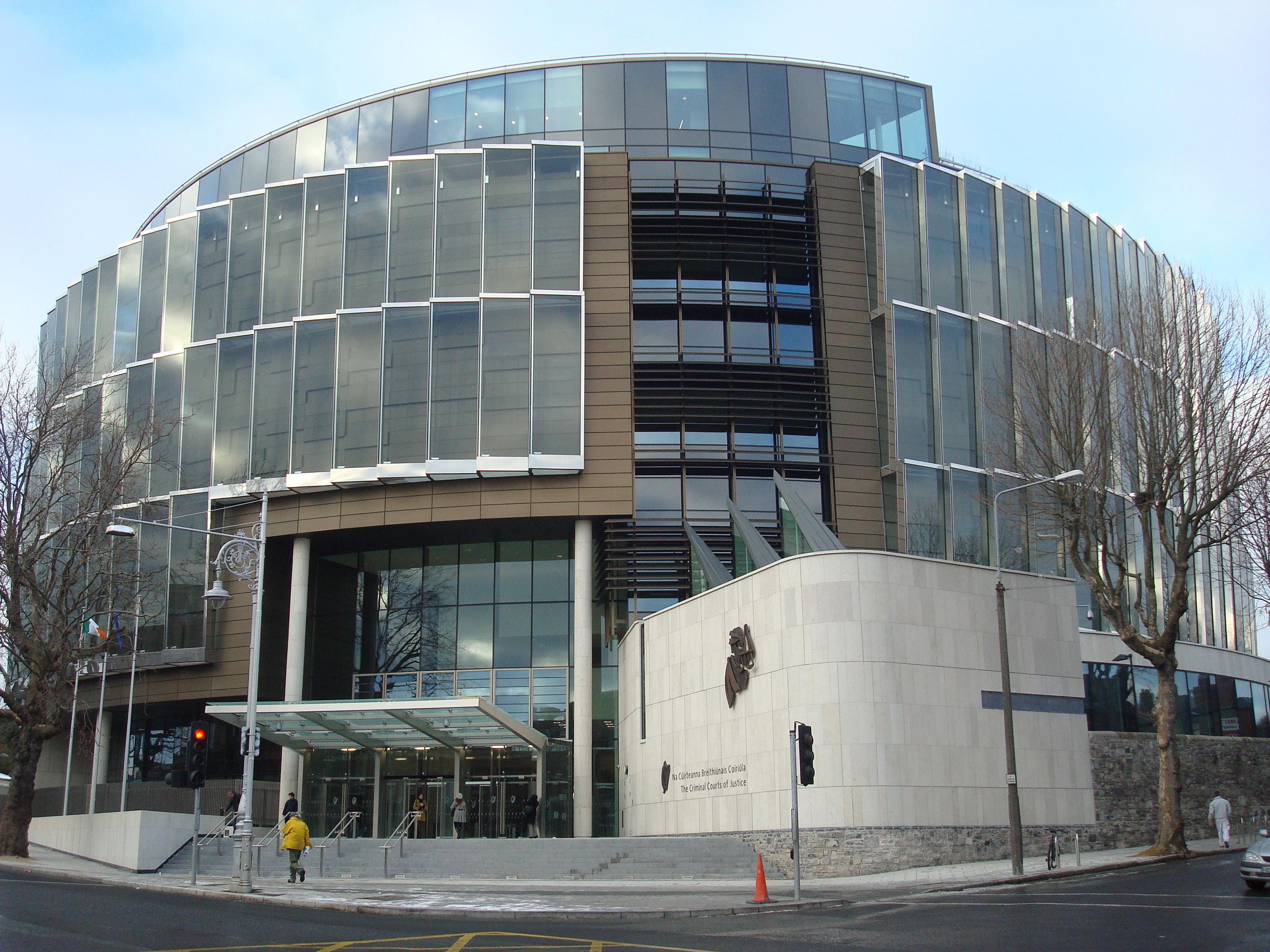
Criminal Court of Justice in Dublin, Sitzungsort des Special Criminal Court

Der Special Criminal Court (irisch An Chúirt Choiriúil Speisialta ‚Sonderstrafgericht‘) ist ein Strafgericht ohne Jury in der Republik Irland in dem Fälle von Terrorismus oder organisiertem Verbrechen verhandelt werden.
Artikel 38 der irischen Verfassung ermächtigt den Dáil (Unterhaus) sog. „Spezialgerichte“ (special courts) mit weitreichenden Machtbefugnissen zu errichten, wenn die ordentlichen Gerichte nicht ausreichen, um die Sicherung der Gerichtsbarkeit durchzusetzen. Der Special Criminal Court wurde erstmals 1939 unter dem Offences Against the State Act errichtet, um die damalige IRA daran zu hindern, die irische Neutralität im Zweiten Weltkrieg zu untergraben. Die heutige Gerichtsbarkeit unter diesem Namen existiert seit 1972, kurz nachdem der Nordirlandkonflikt begann.

## Aufbau
Das Gericht besteht aus drei Richtern, die von der Regierung ernannt werden. Ein Richter stammt aus den Reihen der Richter der gewöhnlichen Gerichte (in der Regel vom High Court), einer vom Berufungsgericht (Circuit Court) und der dritte von den Bezirksgerichten (District Courts). Gerichtsurteile werden von den drei Richtern ohne Jury per Mehrheitsentscheid gefällt. Berufungen können am sog. Court of Criminal Appeal verhandelt werden.
2004 verkündete der Justizminister Michael McDowell einen Plan für einen weiteren Special Criminal Court, um die Geschwindigkeit der Verfahren zu erhöhen.
Das Gericht prüft Verstöße nach den folgenden irischen Gesetzen:
- Conspiracy and Protection of Property Act 1875
- Explosive Substances Act 1883
- Offences against the State Act 1939
- Firearms Act 1925 to 1990
- Criminal Damage Act 1991

Verstöße nach diesen Gesetzen sind als „scheduled offences“ bekannt und reichen vom Besitz illegaler Waffen über dem Import aufhetzender Medien bis zur Sachbeschädigung. Das Gericht kann aber auch nicht-scheduled offences prüfen, wenn der Leiter der Anklagebehörde glaubwürdig machen kann, dass die normalen Gerichte in diesem Fall nicht adäquat handeln könnten.
Obwohl das Gericht ursprünglich eingerichtet wurde, um terrorismus-nahe Fälle zu verhandeln, werden dort, seit die IRA in den 1990er Jahren einen Waffenstillstand verkündete, immer mehr Urteile über organisiertes Verbrechen gesprochen. Hier wurde beispielsweise auch der Fall der Journalistin Veronica Guerin verhandelt, die von einer Drogengang ermordet wurde.

## Kritik
Der Special Criminal Court steht allerdings bei irischen Bürgerrechtsinitiativen, von Amnesty International sowie Menschenrechtskommission der Vereinten Nationen in der Kritik. Unter den Kritikpunkten sind das Fehlen einer Jury sowie die Verhandlung von immer mehr „normalen“ Fällen. Kritiker behaupten auch, dass das Gericht überflüssig sei, da es keine direkte terroristische Bedrohung Irlands mehr gäbe.

## Bekannte Fälle
Der bekannteste Fall dieses Gerichts war der von Nicky Kelly, der zusammen mit zwei weiteren Männern 1978 wegen des Sallins Train Robbery (Raubüberfall auf einen Zug) verurteilt wurde. Alle drei Urteile wurden später widerrufen, nachdem herauskam, dass die Verdächtigen im Polizeigewahrsam misshandelt wurden.
2003 wurde Michael McKevitt als Anführer der Real IRA verurteilt und 2001 Colm Murphy aus Dundalk wegen eines geplanten Bombenanschlags. Im Januar 2005 wurde das Urteil widerrufen und ein erneuter Prozess vor dem Court of Criminal Appeal (Berufungsgericht) angesetzt, als herauskam, das zwei Polizisten falsche Aussagen machten und vorige Verurteilungen von Colm Murphy in das Urteil der 3 Richter einflossen.